# Animali nazionali
Molte nazioni hanno uno o più animali nazionali rappresentativi, che molto spesso vengono adoperati in simboli e allegorie nazionali. Talvolta questi animali sono tipici dell'ambiente naturale del paese che simboleggiano; altre volte, invece (come succede in numerosi casi con il leone per esempio), sono legati a simboli araldici.
| Paese                                | Animale                                             | Nome scientifico                     | Foto   | Note                 |
| ------------------------------------ | --------------------------------------------------- | ------------------------------------ | ------ | -------------------- |
| Anguilla                             | Tortora di Zenaide                                  | Zenaida aurita                       |        | [ 1 ]                |
| Antigua e Barbuda                    | Daino (animale nazionale)                           | Dama dama                            |        | [ 2 ]                |
| Antigua e Barbuda                    | Fregata (uccello nazionale)                         | Fregata magnificens                  |        | [ 2 ]                |
| Antigua e Barbuda                    | Tartaruga embricata (animale nazionale marino)      | Eretmochelys imbricata               |        | [ 2 ]                |
| Algeria                              | Fennec                                              | Vulpes zerda                         |        | [ 3 ]                |
| Australia                            | Canguro rosso (animale nazionale)                   | Osphranter rufus                     |        | [ 4 ]                |
| Azerbaigian                          | Cavallo                                             | Equus ferus caballus                 |        | [ 5 ]                |
| Bangladesh                           | Tigre (animale nazionale)                           | Panthera tigris tigris               |        | [ 6 ]                |
| Bangladesh                           | Pettirosso gazza orientale (uccello nazionale)      | Copsychus saularis                   |        | [ 6 ]                |
| Bangladesh                           | Alosa indiana (pesce nazionale)                     | Tenualosa ilisha                     |        | [ 6 ]                |
| Bielorussia                          | Bisonte europeo                                     | Bison bonasus                        |        | [ 7 ]                |
| Belize                               | Tapiro di Baird                                     | Tapirus bairdii                      |        | [ 7 ] [ 8 ]          |
| Belgio                               | Leone (animale araldico)                            | Panthera leo                         |        | [ 9 ]                |
| Bhutan                               | Drago                                               | mitologico                           |        | [ 10 ]               |
| Bhutan                               | Takin                                               | Budorcas taxicolor                   |        | [ 11 ]               |
| Cambogia                             | Kouprey                                             | Bos sauveli                          |        | [ 12 ]               |
| Canada                               | Castoro americano (animale nazionale)               | Castor canadensis                    |        | [ 13 ] [ 14 ]        |
| Canada                               | Cavallo canadese (cavallo nazionale)                | Equus ferus caballus                 |        | [ 14 ]               |
| RD del Congo                         | Okapi                                               | Okapia johnstoni                     |        | [ 7 ]                |
| Colombia                             | Condor delle Ande                                   | Vultur gryphus                       |        | [ 15 ]               |
| Corea del Sud                        | Tigre siberiana                                     | Panthera tigris altaica              |        | [ 16 ]               |
| Corea del Sud                        | Gazza ladra (uccello nazionale)                     | Pica pica serica                     |        | [ 16 ]               |
| Costa Rica                           | Yigüirro (uccello nazionale)                        | Turdus grayi                         |        | [ 17 ]               |
| Costa Rica                           | Cervo dalla coda bianca (animale nazionale)         | Odocoileus virginianus               |        | [ 18 ]               |
| Costa Rica                           | Lamantino dei Caraibi (animale acquatico nazionale) | Trichechus manatus                   |        | [ 19 ]               |
| Croazia                              | martora                                             | Martes martes                        |        | [ 20 ] [ 21 ]        |
| Cuba                                 | Trogone cubano                                      | Priotelus temnurus                   |        | [ 22 ] [ 23 ]        |
| Cipro                                | Muflone                                             | Ovis orientalis                      |        | [ 24 ]               |
| Rep. Ceca                            | Leone con doppia coda                               | mitologico                           |        | [ 25 ]               |
| Danimarca                            | Cigno reale (uccello nazionale)                     | Cygnus olor                          |        | [ 26 ]               |
| Danimarca                            | Vanessa dell'ortica (farfalla nazionale)            | Nymphalis urticae (o Aglais urticae) |        | [ 26 ]               |
| Egitto                               | Aquila della steppa                                 | Aquila nipalensis                    |        | [ 27 ]               |
| El Salvador                          | Motmot dalle sopracciglia turchesi                  | Eumomota superciliosa                |        | [ 28 ]               |
| Estonia                              | Rondine comune (uccello nazionale)                  | Hirundo rustica                      |        | [ 29 ]               |
| Finlandia                            | Orso bruno (animale nazionale)                      | Ursus arctos                         |        | [ 30 ]               |
| Finlandia                            | Cigno selvatico (uccello nazionale)                 | Cygnus cygnus                        |        | [ 31 ]               |
| Fær Øer                              | Beccaccia di mare (uccello nazionale)               | Haematopus ostralgus                 |        | [ 32 ]               |
| Francia                              | Gallo                                               | Gallus gallus domesticus             |        | [ 33 ]               |
| Guatemala                            | Quetzal                                             | Pharomachrus mocinno                 |        | [ 34 ]               |
| Honduras                             | Cervo dalla coda bianca                             | Odocoileus virginianus               |        | [ 35 ]               |
| Islanda                              | Girfalco                                            | Falco rusticolus                     |        | [ 36 ]               |
| India                                | Tigre (animale nazionale)                           | Panthera tigris tigris               |        | [ 37 ]               |
| India                                | Pavone (uccello nazionale)                          | Pavo cristatus                       |        | [ 38 ]               |
| India                                | Delfino del Gange (animale nazionale acquatico)     | Platanista gangetica                 |        | [ 39 ]               |
| India                                | Elefante indiano                                    | Elephas maximus indicus              |        | [ 40 ]               |
| Indonesia                            | Varano di Komodo (animale nazionale)                | Varanus komodoensis                  |        | [ 41 ]               |
| Indonesia                            | Garuda (animale nazionale storico)                  | mitologico                           |        | [ 42 ]               |
| Iran                                 | Leone asiatico                                      | Panthera leo persica                 |        | [ 43 ]               |
| Iraq                                 | Chukar                                              | Alectoris chukar                     |        | [ 44 ]               |
| Iraq                                 | Egagro (Kurdistan)                                  | Capra aegagrus                       |        | [ 45 ]               |
| Israele                              | Upupa (uccello nazionale)                           | Upupa epops                          |        | [ 43 ]               |
| Giamaica                             | Vessillario beccorosso                              | Trochilus polytmus                   |        | [ 46 ]               |
| Giappone                             | Fagiano verde (uccello nazionale)                   | Phasianus versicolor                 |        | [ 47 ]               |
| Giappone                             | Carpa (pesce nazionale)                             | Cyprinus carpio                      |        | [ 48 ]               |
| Lettonia                             | Ballerina bianca (animale nazionale)                | Motacilla alba                       |        | [ 49 ] [ 50 ]        |
| Lettonia                             | Coccinella (insetto nazionale)                      | Adalia bipunctata                    |        | [ 50 ]               |
| Lituania                             | Cicogna bianca                                      | Ciconia ciconia                      |        | [ 51 ]               |
| Macedonia del Nord                   | Leone (animale araldico)                            | Panthera leo                         |        | [ 52 ]               |
| Malaysia                             | Tigre (animale nazionale)                           | Panthera tigris jacksoni             |        | [ 53 ]               |
| Moldavia                             | Uro (animale nazionale)                             | Bos primigenius                      |        | [ 54 ]               |
| Mauritius                            | Dodo                                                | Raphus cucullatus                    |        | [ 7 ] [ 55 ] [ 56 ]  |
| Messico                              | Xoloitzcuintle (cane nazionale)                     | Canis lupus familiaris               |        | [ 57 ]               |
| Nepal                                | Mucca (animale nazionale)                           | Bos taurus                           |        | [ 58 ]               |
| Nepal                                | Lofoforo splendido (uccello nazionale)              | Lophophorus impejanus                |        | [ 59 ]               |
| Paesi Bassi                          | Leone (simbolo araldico)                            | Panthera leo                         |        | [ 60 ]               |
| Paesi Bassi                          | Pittima reale (uccello nazionale)                   | Limosa limosa                        |        | [ 61 ]               |
| Nuova Zelanda                        | Kiwi                                                | Apteryx sp.                          |        | [ 62 ]               |
| Nicaragua                            | Motmot dalle sopracciglia turchesi                  | Eumomota superciliosa                |        | [ 63 ]               |
| Norvegia                             | Leone (animale nazionale reale)                     | Panthera leo                         |        | [ 64 ]               |
| Norvegia                             | Merlo acquaiolo (uccello nazionale)                 | Cinclus cinclus                      |        | [ 65 ]               |
| Norvegia                             | Cavallo fjord (cavallo nazionale)                   | Equus ferus caballus                 |        | [ 66 ]               |
| Oman                                 | Orice d'Arabia (animale nazionale)                  | Oryx leucoryx                        |        | [ 67 ]               |
| Pakistan                             | Markhor (animale nazionale)                         | Capra falconeri                      |        | [ 7 ]                |
| Pakistan                             | Chukar (uccello nazionale)                          | Alectoris chukar                     |        | [ 68 ]               |
| Pakistan                             | Leopardo delle nevi                                 | Panthera uncia                       |        | [ 69 ]               |
| Panama                               | Aquila arpia                                        | Harpia harpyja                       |        | [ 7 ]                |
| Papua Nuova Guinea                   | Dugongo (animale nazionale marino)                  | Dugong dugon                         |        | [ 70 ]               |
| Perù                                 | Vigogna (animale nazionale)                         | Vicugna vicugna                      |        | [ 71 ]               |
| Filippine                            | Carabao (animale nazionale)                         | Bubalus bubalis                      |        | [ 72 ]               |
| Filippine                            | Aquila delle Filippine (uccello nazionale)          | Pithecophaga jefferyi                |        | [ 73 ]               |
| Qatar                                | Orice d'Arabia                                      | Oryx leucoryx                        |        | [ 74 ]               |
| Romania                              | Lince                                               | Lynx lynx                            |        | [ 75 ]               |
| Ruanda                               | Leopardo                                            | Panthera pardus                      |        | [ 76 ]               |
| Spagna                               | Toro                                                | Bos taurus                           |        | [ 77 ]               |
| Saint Vincent e Grenadine            | Amazzone di Saint Vincent                           | Amazona guildingii                   |        | [ 78 ]               |
| Serbia                               | Aquila bicipite                                     | mitologico                           |        | [ 79 ]               |
| Somalia                              | Leopardo (animale nazionale)                        | Panthera pardus                      |        | [ 80 ]               |
| Sudafrica                            | Springbok (animale nazionale)                       | Antidorcas marsupialis               |        | [ 81 ]               |
| Sudafrica                            | Gru del paradiso (uccello nazionale)                | Grus paradisea                       |        | [ 81 ]               |
| Sudafrica                            | Galjoen (pesce nazionale)                           | Dichistius capensis                  |        | [ 81 ]               |
| Sri Lanka                            | Gallo dello Sri Lanka (uccello nazionale)           | Gallus lafayettii                    |        | [ 82 ]               |
| Tanzania                             | Giraffa settentrionale                              | Giraffa camelopardalis               |        | [ 83 ] [ 84 ] [ 85 ] |
| Thailandia                           | Elefante asiatico                                   | Elephas maximus                      |        | [ 86 ]               |
| Emirati Arabi Uniti                  |                                                     |                                      |        |                      |
| Orice d'Arabia (animale nazionale)   | Oryx leucoryx                                       |                                      | [ 87 ] |                      |
| Falco pellegrino (uccello nazionale) | Falco peregrinus                                    |                                      | [ 87 ] |                      |
| Stati Uniti                          | Aquila di mare testabianca (uccello nazionale)      | Haliaeetus leucocephalus             |        | [ 88 ] [ 89 ]        |
| Stati Uniti                          | Bisonte americano (animale nazionale)               | Bison bison                          |        | [ 90 ] [ 91 ]        |